# Giro di Lombardia 1905
Il Giro di Lombardia 1905, prima storica edizione della corsa, fu disputata il 12 novembre 1905, su un percorso totale di 230,5 km. Fu vinta dall'italiano Giovanni Gerbi, giunto al traguardo con il tempo di 9h13'52", alla media di 24,970 km/h, precedendo Giovanni Rossignoli e Luigi Ganna. 
Presero il via da Milano 55 ciclisti e 12 di essi portarono a termine la gara.

## Ordine d'arrivo (Top 10)
| Pos. | Corridore           | Squadra    | Tempo      |
| ---- | ------------------- | ---------- | ---------- |
| 1    | Giovanni Gerbi      | Maino      | 9h13'52"   |
| 2    | Giovanni Rossignoli | Bianchi    | a 40'11"   |
| 3    | Luigi Ganna         | Rudge      | a 40'46"   |
| 4    | Carlo Galetti       | -          | a 51'58"   |
| 5    | Carlo Mairani       | -          | a 1h32'08" |
| 6    | Alfredo Jacorossi   | Rudge      | a 1h33'08" |
| 7    | Battista Danesi     | Turkheimer | s.t.       |
| 8    | Andrea Massironi    | Rudge      | a 1h42'08" |
| 9    | Luigi Mori          | -          | a 1h43'08" |
| 10   | Gualtiero Farina    | Bianchi    | a 1h46'08" |